# Conferencia Oeste (MLS)
La Conferencia del Oeste (en inglés, MLS Western Conference) es una de las dos conferencias de la Major League Soccer (MLS), primera división del fútbol en los Estados Unidos y Canadá.
La Conference Cup, se otorga desde 1996 -cuando la liga inició su primera temporada-, al campeón de cada Conferencia -Este y Oeste-, en el torneo eliminatorio anual de postemporada de playoffs de la Major League Soccer. La MLS Cup, el partido por el campeonato de liga, es el último partido de la MLS, entre los campeones de Conferencias.
Según el formato actual adoptado para la temporada 2023, 18 equipos se clasifican para el torneo según el total de puntos de la temporada regular: los nueve equipos mejor clasificados de la Conferencia Este y de la Conferencia Oeste.

## Miembros actuales
- Austin F. C.
- Colorado Rapids
- F. C. Dallas
- Houston Dynamo F. C.
- Los Angeles F. C.
- Los Angeles Galaxy
- Minnesota United F. C.
- Portland Timbers
- Real Salt Lake
- San Diego F. C.
- San Jose Earthquakes
- Seattle Sounders F. C.
- Sporting Kansas City
- St. Louis City S. C.
- Vancouver Whitecaps F. C.

## Miembros de la conferencia por año

### 1996
- Colorado Rapids
- Dallas Burn
- Kansas City Wiz
- Los Angeles Galaxy
- San Jose Clash

Creación de la MLS 1996

### 1997
- Colorado Rapids
- Dallas Burn
- Kansas City Wizards
- Los Angeles Galaxy
- San Jose Clash

Cambios de la Temporada 1996
- Kansas City cambió su nombre de Kansas City Wiz a Kansas City Wizards.

### 1998 - 1999
- Chicago Fire
- Colorado Rapids
- Dallas Burn
- Kansas City Wizards
- Los Angeles Galaxy
- San Jose Clash

Cambios de la Temporada 1997
- Chicago Fire fue añadido como equipo de expansión de 1998.

### 2000 - 2001 (División Oeste)
- Colorado Rapids
- Kansas City Wizards
- Los Angeles Galaxy
- San Jose Earthquakes

Cambios de la Temporada 1999
- La Conferencia Oeste cambió a la División del Oeste con la creación de la División Central.
- Chicago Fire y Dallas Burn fueron movidos a la División Central.
- San Jose cambió su nombre de San Jose Clash a San Jose Eartkquakes.

### 2002 - 2004
- Colorado Rapids
- Dallas Burn
- Kansas City Wizards
- Los Angeles Galaxy
- San Jose Earthquakes

Cambios de la Temporada 2001
- La División Oeste cambio de nuevo a Conferencia Oeste tras la desaparición de Miami Fusion F. C. y Tampa Bay Mutiny, resultando en la disolución de la División Central.
- Dallas Burn fue movido desde la División Central.

### 2005
- C. D. Chivas USA
- Colorado Rapids
- F. C. Dallas
- Los Angeles Galaxy
- Real Salt Lake
- San Jose Earthquakes

Cambios de la Temporada 2004
- Chivas USA y Real Salt Lake fueron añadidos como equipos de expansión de 2005.
- Kansas City Wizards fue movido a la Conferencia Este.
- Dallas cambió su nombre de Dallas Burn a FC Dallas.

### 2006 - 2007
- C. D. Chivas USA
- Colorado Rapids
- F. C. Dallas
- Houston Dynamo F. C.
- Los Angeles Galaxy
- Real Salt Lake

Cambios de la Temporada 2005
- El San Jose Earthquakes se trasladó a Houston, Texas, para convertirse a Houston Dynamo.

### 2008
- C. D. Chivas USA
- Colorado Rapids
- F. C. Dallas
- Houston Dynamo F. C.
- Los Angeles Galaxy
- Real Salt Lake
- San Jose Earthquakes

Cambios de la Temporada 2007
- San Jose Earthquakes regresa a la MLS después de su interrupción.

### 2009 - 2010
- C. D. Chivas USA
- Colorado Rapids
- F. C. Dallas
- Houston Dynamo F. C.
- Los Angeles Galaxy
- Real Salt Lake
- San Jose Earthquakes
- Seattle Sounders F. C.

Cambios de la Temporada 2008
- Seattle Sounders FC fue añadido como equipo de expansión de 2009.

### 2011 - 2014
- C. D. Chivas USA
- Colorado Rapids
- F. C. Dallas
- Los Angeles Galaxy
- Portland Timbers
- Real Salt Lake
- San Jose Earthquakes
- Seattle Sounders F. C.
- Vancouver Whitecaps F. C.

Cambios de la Temporada 2010
- Portland Timbers y Vancouver Whitecaps fueron añadidos como equipos de expansión de 2011.
- Houston Dynamo fue movido a la Conferencia Este.

### 2015
- Colorado Rapids
- F. C. Dallas
- Houston Dynamo F. C.
- Los Angeles Galaxy
- Portland Timbers
- Real Salt Lake
- San Jose Earthquakes
- Seattle Sounders F. C.
- Sporting Kansas City
- Vancouver Whitecaps F. C.

Cambios de la Temporada 2014
- Chivas USA cerró sus cesiones.
- Houston Dynamo y Sporting Kansas City fueron movidos desde la Conferencia del Este.

### 2017
- Colorado Rapids
- F. C. Dallas
- Houston Dynamo F. C.
- Los Angeles Galaxy
- Minnesota United F. C.
- Portland Timbers
- Real Salt Lake
- San Jose Earthquakes
- Seattle Sounders F. C.
- Sporting Kansas City
- Vancouver Whitecaps F. C.

Cambios de la Temporada 2016
- Minnesota United FC fue añadido como equipo de expansión de 2017.

### 2018
- Colorado Rapids
- F. C. Dallas
- Houston Dynamo F. C.
- Los Angeles F. C.
- Los Angeles Galaxy
- Minnesota United F. C.
- Portland Timbers
- Real Salt Lake
- San Jose Earthquakes
- Seattle Sounders F. C.
- Sporting Kansas City
- Vancouver Whitecaps F. C.

Cambios de la Temporada 2017
- Los Angeles FC fue añadido como equipo de expansión de 2018.

### 2020
- Colorado Rapids
- F. C. Dallas
- Houston Dynamo F. C.
- Los Angeles F. C.
- Los Angeles Galaxy
- Minnesota United F. C.
- Portland Timbers
- Real Salt Lake
- San Jose Earthquakes
- Seattle Sounders F. C.
- Sporting Kansas City
- Vancouver Whitecaps F. C.

Cambios de la Temporada 2019
- Nashville SC fue añadido como equipo de expansión de 2020.

Cambios durante la Temporada 2020
- Nashville SC fue trasladado a la conferencia del Este en julio.

### 2021
- Austin F. C.
- Colorado Rapids
- F. C. Dallas
- Houston Dynamo F. C.
- Los Angeles F. C.
- Los Angeles Galaxy
- Minnesota United F. C.
- Portland Timbers
- Real Salt Lake
- San Jose Earthquakes
- Seattle Sounders F. C.
- Sporting Kansas City
- Vancouver Whitecaps F. C.

Cambios de la Temporada 2020
- Austin FC fue añadido como equipo de expansión de 2021.

### 2022
- Austin F. C.
- Colorado Rapids
- F. C. Dallas
- Houston Dynamo F. C.
- Los Angeles F. C.
- Los Angeles Galaxy
- Minnesota United F. C.
- Nashville S. C.
- Portland Timbers
- Real Salt Lake
- San Jose Earthquakes
- Seattle Sounders F. C.
- Sporting Kansas City
- Vancouver Whitecaps F. C.

Cambios de la Temporada 2021
- Nashville SC fue movido desde la conferencia Este.

### 2023
- Austin F. C.
- Colorado Rapids
- F. C. Dallas
- Houston Dynamo F. C.
- Los Angeles F. C.
- Los Angeles Galaxy
- Minnesota United F. C.
- Portland Timbers
- Real Salt Lake
- San Jose Earthquakes
- Seattle Sounders F. C.
- Sporting Kansas City
- St. Louis City S. C.
- Vancouver Whitecaps F. C.

Cambios de la Temporada 2022
- Nashville SC fue movido a la conferencia Este.
- St. Louis City fue añadido como equipo de expansión de 2022.

### 2025
- Austin F. C.
- Colorado Rapids
- F. C. Dallas
- Houston Dynamo F. C.
- Los Angeles F. C.
- Los Angeles Galaxy
- Minnesota United F. C.
- Portland Timbers
- Real Salt Lake
- San Diego F. C.
- San Jose Earthquakes
- Seattle Sounders F. C.
- Sporting Kansas City
- St. Louis City S. C.
- Vancouver Whitecaps F. C.

Cambios de la Temporada 2025
- San Diego FC fue añadido como equipo de expansión de 2025.

## Ganadores de la Conferencia
| Temporada | Equipo                 |
| --------- | ---------------------- |
| 1996      | Los Angeles Galaxy     |
| 1997      | Kansas City Wizards    |
| 1998      | Los Angeles Galaxy     |
| 1999      | Los Angeles Galaxy     |
| 2000      | Kansas City Wizards    |
| 2001      | Los Angeles Galaxy     |
| 2002      | Los Angeles Galaxy     |
| 2003      | San Jose Earthquakes   |
| 2004      | Kansas City Wizards    |
| 2005      | San Jose Earthquakes   |
| 2006      | F. C. Dallas           |
| 2007      | C. D. Chivas USA       |
| 2008      | Houston Dynamo F. C.   |
| 2009      | Los Angeles Galaxy     |
| 2010      | Los Angeles Galaxy     |
| 2011      | Los Angeles Galaxy     |
| 2012      | San Jose Earthquakes   |
| 2013      | Portland Timbers       |
| 2014      | Seattle Sounders F. C. |
| 2015      | F. C. Dallas           |
| 2016      | F. C. Dallas           |
| 2017      | Portland Timbers       |
| 2018      | Sporting Kansas City   |
| 2019      | Los Angeles F. C.      |
| 2020      | Sporting Kansas City   |
| 2021      | Colorado Rapids        |
| 2022      | Los Angeles F. C.      |
| 2023      | St. Louis City S. C.   |
| 2024      | Los Angeles F. C.      |

| Temporada | Equipo                 |
| --------- | ---------------------- |
| 1996      | Los Angeles Galaxy     |
| 1997      | Colorado Rapids        |
| 1998      | Chicago Fire           |
| 1999      | Los Angeles Galaxy     |
| 2000      | -                      |
| 2001      | -                      |
| 2002      | Los Angeles Galaxy     |
| 2003      | San Jose Earthquakes   |
| 2004      | Kansas City Wizards    |
| 2005      | Los Angeles Galaxy     |
| 2006      | Houston Dynamo F. C.   |
| 2007      | Houston Dynamo F. C.   |
| 2008      | New York Red Bulls     |
| 2009      | Los Angeles Galaxy     |
| 2010      | F. C. Dallas           |
| 2011      | Los Angeles Galaxy     |
| 2012      | Los Angeles Galaxy     |
| 2013      | Real Salt Lake         |
| 2014      | Los Angeles Galaxy     |
| 2015      | Portland Timbers       |
| 2016      | Seattle Sounders F. C. |
| 2017      | Seattle Sounders F. C. |
| 2018      | Portland Timbers       |
| 2019      | Seattle Sounders F. C. |
| 2020      | Seattle Sounders F. C. |
| 2021      | Portland Timbers       |
| 2022      | Los Angeles F. C.      |
| 2023      | Los Angeles F. C.      |
| 2024      | Los Angeles Galaxy     |

## Campeones de la MLS Cup
- 1998: Chicago Fire
- 2000: Kansas City Wizards
- 2001: San Jose Earthquakes
- 2002: Los Angeles Galaxy
- 2003: San Jose Earthquakes
- 2005: Los Angeles Galaxy
- 2006: Houston Dynamo F. C.
- 2007: Houston Dynamo F. C.
- 2009: Real Salt Lake
- 2010: Colorado Rapids
- 2011: Los Angeles Galaxy
- 2012: Los Angeles Galaxy
- 2014: Los Angeles Galaxy
- 2015: Portland Timbers
- 2016: Seattle Sounders F. C.
- 2019: Seattle Sounders F. C.
- 2022: Los Angeles F. C.
- 2024: Los Angeles Galaxy